# Esperion
Esperion (in greco Εσπερίες?) è un ex comune della Grecia nella periferia delle Isole Ionie (unità periferica di Corfù) con 8 136 abitanti secondo i dati del censimento 2001.
È stato soppresso a seguito della riforma amministrativa, detta Programma Callicrate, in vigore dal gennaio 2011 ed è ora compreso nel comune di Corfù.

## Località
Esperion è suddiviso nelle seguenti comunità (i nomi dei villaggi tra parentesi):
- Agioi Douloi
- Agrafoi (Agrafoi, Agia Paraskevi)
- Antipernoi
- Avliotes (Avliotes, Agia Pelagia, Agios Stefanos, Garnades, Kouknikades, Staousa)
- Kavallouri
- Karousades (Karousades, Agios Ioannis, Astrakeri, Roda)
- Magoulades (Magoulades, Arillas, Gousades, Poulimates, Tsoukalio)
- Peroulades (Peroulades, Mega Ydri)
- Sidari
- Valaneio
- Velonades (Velonades, Kounavades, Livadi, Psathylas)